# Roodschouderglansspreeuw
De roodschouderglansspreeuw (Lamprotornis nitens) is een vogelsoort uit de familie Sturnidae.

## Verspreiding en leefgebied
Deze soort komt voor in het zuiden van Afrika en telt drie ondersoorten:
- L. n. nitens: Gabon en westelijk Angola.
- L. n. phoenicopterus: van Namibië tot Zimbabwe en noordelijk Zuid-Afrika.
- L. n. culminator: oostelijk Zuid-Afrika.

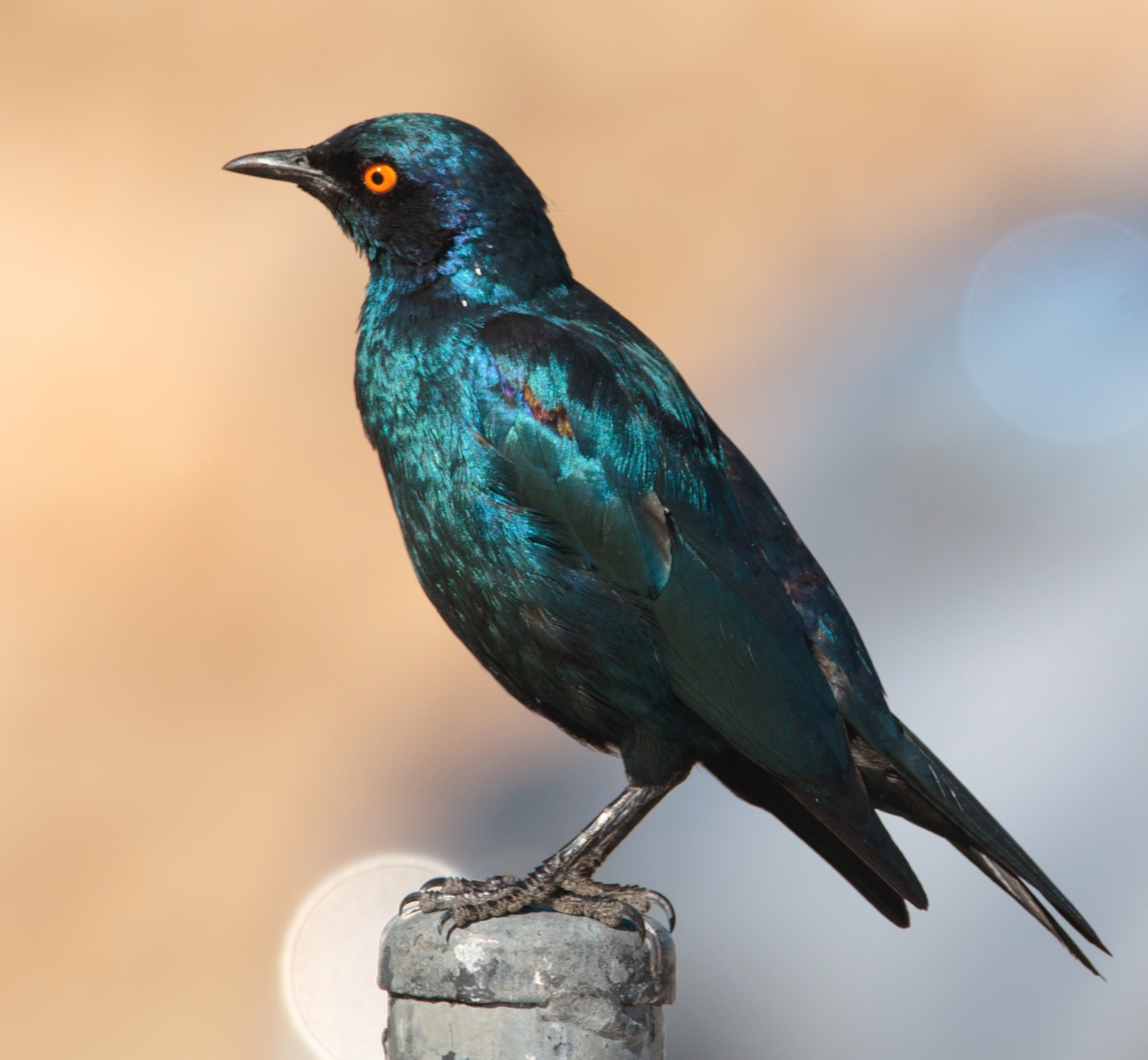
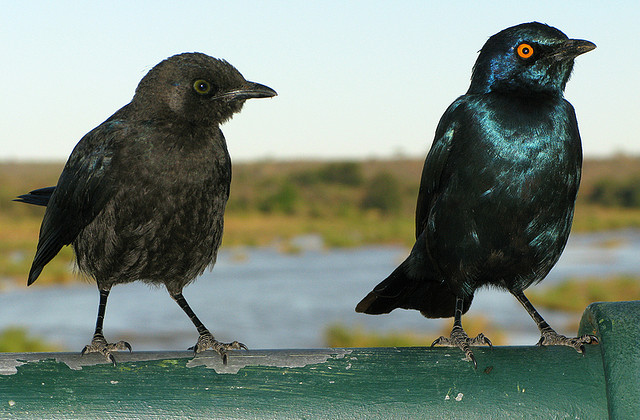
Juveniel en volwassene